# Mieczysław Jabłoński
Mieczysław Jabłoński (ur. 25 października 1901 w Krakowie, zm. 28 stycznia 1974 tamże) – polski aktor teatralny, filmowy i radiowy.

## Życiorys
Rozpoczął naukę w krakowskim Gimnazjum św. Anny, którą jednak przerwał z uwagi na trudną sytuację materialną i wybuch I wojny światowej. Ok. 1914 roku podjął pracę w Urzędzie Telegraficznym  w krakowskiej Poczcie Głównej. Wówczas to spotkał ks. Mieczysława Kuznowicza, który namówił go do porzucenia dotychczasowego zajęcia i pojęcia nauki zawodu drukarza (zecera), który to fach Jabłoński zdobywał w drukarni W. Anczyc i Spółka. Został również członkiem Związku Młodzieży Przemysłowej i Rękodzielniczej, a w 1915 roku ks. Kuznowicz powierzył mu tworzenie amatorskiego teatru związkowego, który Jabłoński (pod pseudonimem "Mit") prowadził aż do wybuchu II wojny światowej.
Po zakończeniu walk, w 1945 roku zdał eksternistyczny egzamin aktorski i otrzymał angaż w Teatrze Kameralnym TUR (1945/1946). Następnie występował w krakowskich Teatrach Dramatycznych (1946-1954) oraz w Teatrze im. Juliusza Słowackiego (1954-1972). Po przejściu na emeryturę występował gościnnie na deskach Starego Teatru im. Heleny Modrzejewskiej.
W 1958 roku wystąpił w filmie "Pigułki dla Aurelii" (reż. Stanisław Lenartowicz). Wziął udział w czternastu audycjach Teatru Polskiego Radia (1953-1974 oraz jednej wyemitowanej pośmiertnie w 1997) i siedmiu spektaklach Teatru Telewizji (1962-1980). Jako reżyser współpracował również z amatorskim Teatrem Kolejarza w Krakowie.
Za swoje zasługi otrzymał Krzyż Kawalerski Orderu Odrodzenia Polski. Został pochowany na krakowskim cmentarzu Rakowickim.